# Polizeianhaltezentrum Hernalser Gürtel

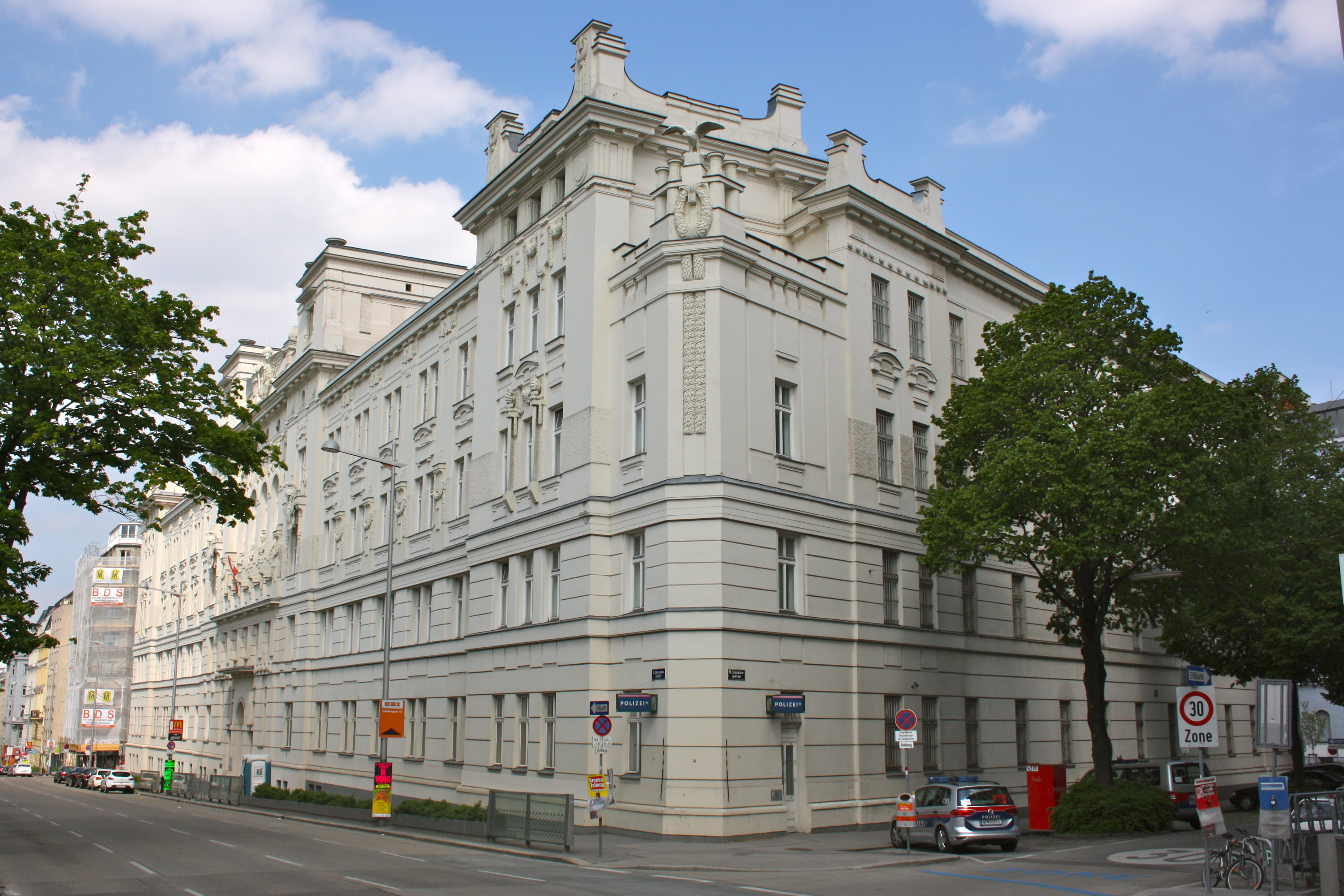
Gebäude des Polizeianhaltezentrums Hernalser Gürtel

Das Polizeianhaltezentrum Hernalser Gürtel ist das größte Polizeianhaltezentrum (PAZ) Österreichs.
Das PAZ liegt in der Josefstadt. Stand Mai 2018 wurden in der Anstalt 140 Schubhäftlinge festgehalten, zumeist Algerier, Marokkaner, Nigerianer und Afghanen. Im gesamten Jahr 2017 wurden 3200 Abschiebungen über dieses PAZ abgewickelt.
Die Mehrheit der Insassen erhält tagsüber Aufschluss. Es ist ein Hofgang von täglich einer Stunde vorgesehen. Die Insassen reinigen ihre Zellen selbst. Besuch ist einmal pro Woche erlaubt.
Im PAZ kam es wiederholt zu Hungerstreiks. Im September 2018 lösten sechs Schubhäftlinge einen Brand aus, mit dem sie sich schwere Verletzungen zuzogen. Sie wollten mit dem Brand gegen eine drohende Abschiebung protestieren.